# Thomas Gillier
Thomas Clemente Philippe Gillier Correa (ur. 28 maja 2004 w Santiago) – chilijski piłkarz pochodzenia francuskiego występujący na pozycji bramkarza, od 2022 roku zawodnik Universidad Católica.
Jego ojciec pochodził z Francji, zaś matka z Chile.